# 당신은 몇번째인가요?
《당신은 몇번째인가요?》(영어: What's Your Number?)는 2011년 공개된 미국의 로맨틱 코미디 영화이다.

## 줄거리
남자친구 릭에게 차이고 직장에서도 해고된 30대 보스턴 여성 앨리는 "What's Your Number?(지금까지 남자를 몇 명 만났나요?)"라는 제목의 마리끌레르 기사를 읽게 된다. 기사는 남자친구가 20명 이상 있었던 여성은 남편감을 찾는 데 어려움을 겪는다고 주장한다. 지금까지 총 19명과 관계를 가진 앨리는 결혼할 20번째 남자를 만나기 전까지는 그 누구와도 엮이지 않겠다고 다짐한다. 하지만 바로 몇 시간 뒤 전 직장 상사 로저와 술김에 잠자리를 갖고 만다.
앨리는 지나치게 뚱뚱하고 식탐이 심해 "역겨운 도널드"라고 부르던 전 남자친구가 매력있게 변했으며 아름다운 약혼자가 생겼다는 걸 알게 된다. 이후 앨리는 다른 전 남자친구들 중에 결혼하고 싶을 정도로 멋지게 변신한 사람이 있을지도 모른다는 희망을 품고 남 뒷조사에 일가견이 있는 음악가 이웃 콜린에게 도움을 받아 예전 남자친구들 행방을 추적하기 시작한다. 거래 조건은 하룻밤을 같이 보낸 여성들이 매달리는 사태를 피하기 위해 콜린이 앨리 집으로 피신하는 걸 허락한다는 것이다.
앨리와 콜린은 점점 가까워지고 콜린은 더 이상 다른 여성들을 만나지 않는다. 하지만 앨리가 가장 찾고 싶어했던 제이크 애덤스의 정보를 콜린이 숨겨왔다는 걸 알게 된 앨리는 콜린과 크게 싸우고 갈라서게 된다. 앨리는 바로 제이크에게 먼저 연락하여 다시 만남을 시작한다.
그러나 콜린 앞에서 가장 자신다울 수 있다는 걸 깨달은 앨리는 콜린에게 고백하고, 콜린도 화답한다. 두 사람이 첫날밤을 보낸 다음날 아침 전에 만났던 남자 중 하나인 제이가 전화해 실은 두 사람이 자지 않았다고 말하면서 콜린은 운명의 20번째 남자가 되고, 두 사람은 함께 기뻐한다.

## 출연

### 주연
- 애나 패리스 - 앨리 달링 역
- 크리스 에번스 - 콜린 셰이 역

### 조연
- 아리 그레이너 - 데이지 앤 달링 역
- 블라이드 대너 - 에이바 달링 역
- 에드 베글리 주니어 - 달링 씨 역
- 올리버 잭슨코언 - 데이 보걸 역
- 데이브 애너블 - 제이크 애덤스 역
- 헤더 번스 - 아일린 역
- 일라이자 쿠프 - 실라 역
- 케이트 심지스 - 케이티 역
- 티카 섬프터 - 제이미 역
- 조엘 맥헤일 - 상사 로저 역
- 크리스 프랫 - "디스거스팅 도널드" 역
- 재커리 퀸토 - 릭 역
- 마이크 보걸 - 데이브 핸슨 역
- 마틴 프리먼 - 사이먼 역
- 앤디 샘버그 - 제리 페리 역
- 토머스 레넌 - 배럿 잉골드 의사 역
- 앤서니 매키 - 톰 파이퍼 역
- 이바나 밀리체비치 - 저신다 역
- 아지즈 안사리 - 제이 역

## 기타 제작진
- 배역: 캐슬린 쇼팬
- 미술: 존 빌링턴
- 세트: 데니즈 피지니
- 의상: 에이미 웨스트콧